# Hugo González
Hugo Alfonso González Durán (ur. 1 sierpnia 1990 w San Luis Potosí) – meksykański piłkarz występujący na pozycji bramkarza, reprezentant Meksyku, od 2023 roku zawodnik Mazatlán.

## Kariera klubowa
González jest wychowankiem akademii juniorskiej zespołu Club América ze stołecznego miasta Meksyk. Do treningów seniorskiej drużyny został włączony już jako dwudziestolatek przez szkoleniowca Jesúsa Ramíreza, z którym współpracował już w juniorskich reprezentacjach, lecz pełnił rolę najwyżej trzeciego bramkarza. Na drugie miejsce w hierarchii golkiperów awansował po przyjściu do klubu trenera Miguela Herrery i w meksykańskiej Primera División zadebiutował 11 lutego 2012 w zremisowanym 1:1 spotkaniu z Atlasem, kiedy to w trakcie meczu zmienił kontuzjowanego Moisésa Muñoza. Nie udało mu się jednak wywalczyć pewnego miejsca w składzie i pozostawał wyłącznie rezerwowym dla Muñoza. Szansę na częstsze występy otrzymał, gdy w czerwcu 2012 jego konkurent uległ wypadkowi, wskutek którego musiał pauzować przez kilka miesięcy, lecz już w październiku ponownie stracił miejsce między słupkami. W wiosennym sezonie Clausura 2013 zdobył z Américą tytuł mistrza Meksyku, jednak nie potrafił wygrać rywalizacji z Muñozem i rozegrał wówczas zaledwie jedno spotkanie ligowe. Pół roku później, podczas jesiennych rozgrywek Apertura 2013, zanotował natomiast tytuł wicemistrzowski.
W sezonie Apertura 2014 González po raz drugi wywalczył z Américą mistrzostwo Meksyku, nie rozgrywając jednak żadnego meczu w lidze, natomiast w 2015 roku zajął drugie miejsce w krajowym superpucharze – Campeón de Campeones. Wówczas także triumfował ze swoją drużyną w najbardziej prestiżowych rozgrywkach północnoamerykańskiego kontynentu – Lidze Mistrzów CONCACAF oraz wziął dzięki temu udział w Klubowych Mistrzostwach Świata, gdzie zajął piąte miejsce. W 2016 roku drugi raz z rzędu wygrał z Américą północnoamerykańską Ligę Mistrzów, tym razem broniąc już na przemian z Moisésem Muñozem.
| Sezon     | Klub         | Kraj   | Rozgrywki | Mecze | Bramki |
| --------- | ------------ | ------ | --------- | ----- | ------ |
| 2011/2012 | Club América | Meksyk | Liga MX   | 1     | 0      |
| 2012/2013 | Club América | Meksyk | Liga MX   | 14    | 0      |
| 2013/2014 | Club América | Meksyk | Liga MX   | 5     | 0      |
| 2014/2015 | Club América | Meksyk | Liga MX   | 4     | 0      |
| 2015/2016 | Club América | Meksyk | Liga MX   | 16    | 0      |
| 2016/2017 | Club América | Meksyk | Liga MX   |       |        |

## Kariera reprezentacyjna
W 2007 roku González został powołany przez szkoleniowca Jesúsa Ramíreza do reprezentacji Meksyku U-17 na Mistrzostwa Ameryki Północnej U-17. Tam wystąpił w dwóch z trzech spotkań, nie wpuszczając gola, zaś jego kadra narodowa zanotowała na honduraskich boiskach komplet remisów i zajęła trzecie miejsce w grupie, wobec czego nie zakwalifikowała się na Mistrzostwa Świata U-17 w Korei Płd. W 2012 roku, tym razem w barwach reprezentacji Meksyku U-23 prowadzonej przez Luisa Fernando Tenę, wziął udział w eliminacjach do Igrzysk Olimpijskich w Londynie, gdzie nie wystąpił w żadnej konfrontacji, pozostając dopiero trzecim bramkarzem po Liborio Sánchezie i José Antonio Rodríguezie, natomiast Meksykanie wygrali turniej i zdołali zakwalifikować się na olimpiadę.